# Долліс-гілл (станція метро)

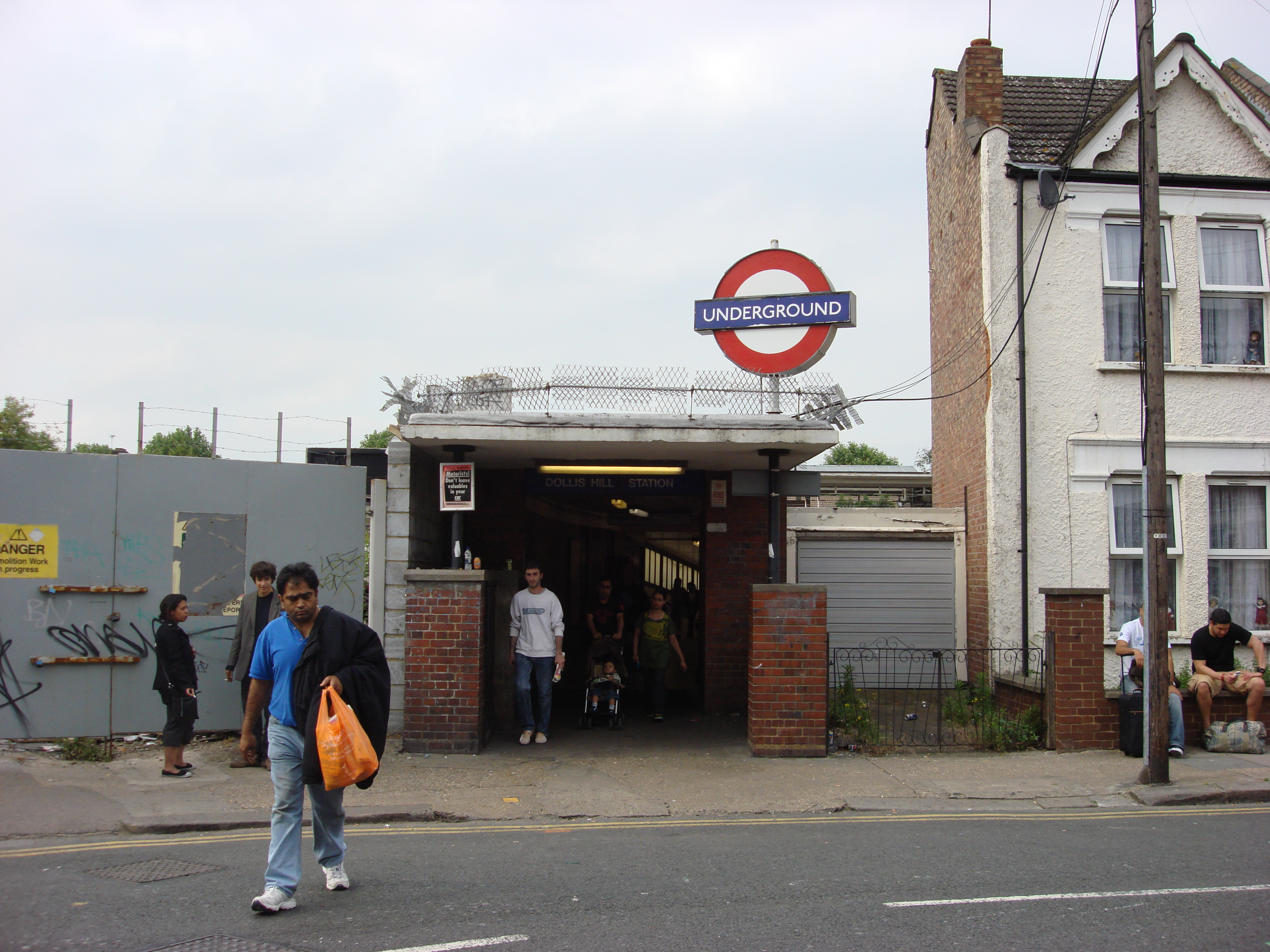
Вхід до станції Долліс-гілл

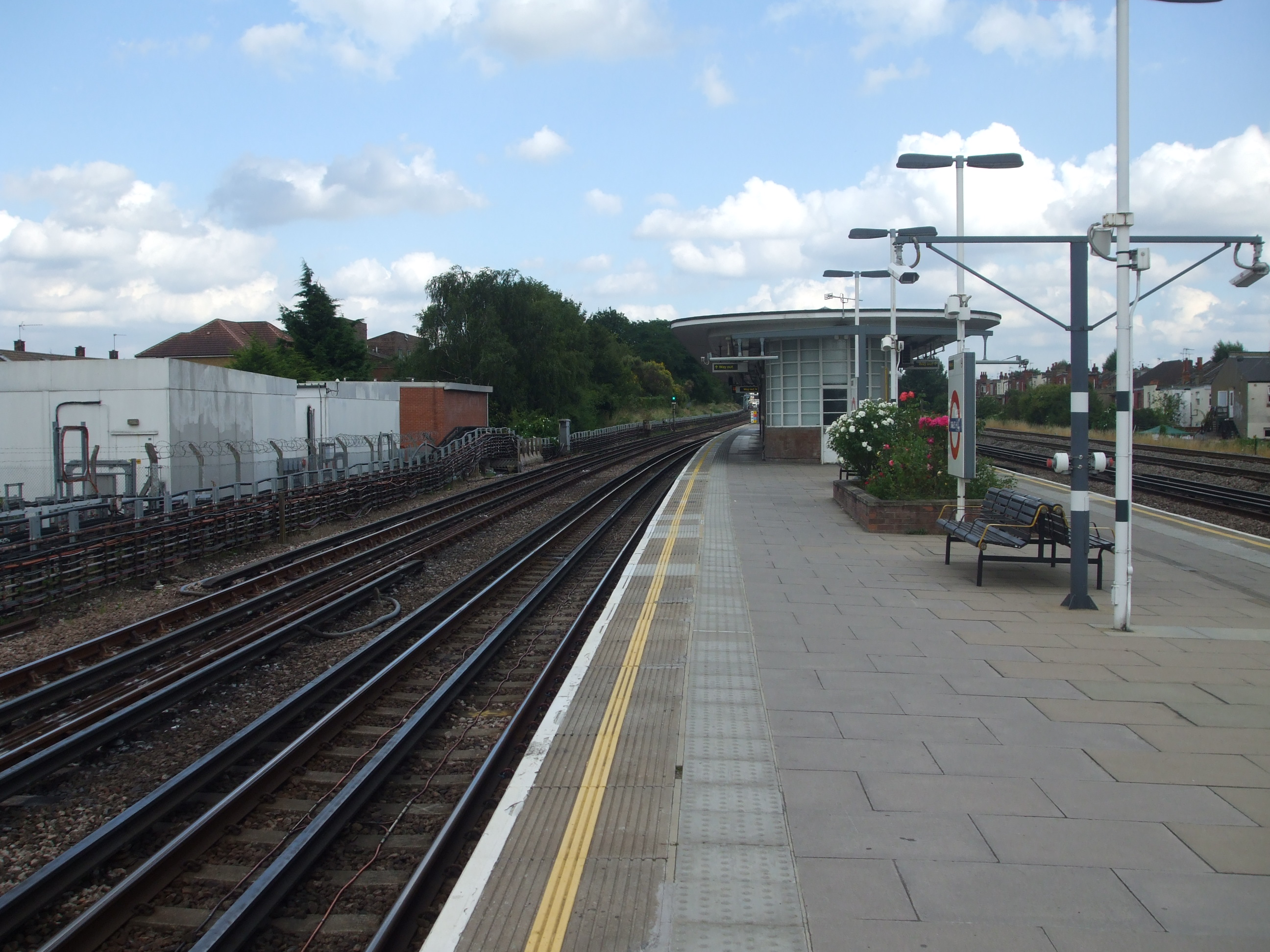
Платформа метростанції Долліс-гілл

51°33′07″ пн. ш. 0°14′19″ зх. д. / 51.551944° пн. ш. 0.238611° зх. д.
Долліс-гілл (англ. Dollis Hill) — станція лінії Джубилі Лондонського метро, у Долліс-гілл, Лондон. Розташована у 3-й тарифній зоні, між станціями Нісден та Віллесден-Грін. Потяги лінії Метрополітен прямують через станцію без зупинки. Пасажирообіг на 2017 рік — 4.26 млн.

## Історія
- 1 жовтня 1909: відкриття станції у складі Metropolitan Railway (сьогоденна лінія Метрополітен), як Долліс-гілл
- 1931: станцію перейменовано на Долліс-гілл-енд-Гладстон-парк
- 1933: станцію перейменовано на Долліс-гілл
- 20 листопада 1939: відкриття трафіку лінії Бейкерлоо[3].
- 7 грудня 1940: лінія Метрополітен переходить на наскрізний трафік[3]
- 1 травня 1979: закриття трафіку Бейкерлоо, відкриття Джубилі.

## Пересадки
- на автобуси оператора London Buses маршрутів: 6, 52, 98, 226, 260, 266, 297, 302, 460 та нічний маршрут N98[4]